# Nusukan
Nusukan is een bestuurslaag in het regentschap Surakarta van de provincie Midden-Java, Indonesië. Nusukan telt 27.537 inwoners (volkstelling 2010).